# Luis Reyes Peñaranda
Luis Reyes Peñaranda (5 de juny de 1911 - ?) fou un futbolista bolivià de la dècada de 1930.
Participà amb la selecció boliviana de futbol a la Copa del Món de futbol de 1930, però no arribà a debutar amb la selecció. Pel que fa a clubs, defensà els colors del Club Universitario de La Paz.